# Якунин, Виктор Павлович
Ви́ктор Па́влович Яку́нин (род. 18 января 1931) — советский, российский дипломат. Чрезвычайный и полномочный посол.
Окончил Московский институт востоковедения. С 13 июля 1988 по 29 апреля 1993 года был чрезвычайным и полномочным послом СССР, затем (с 1991) Российской Федерации в Пакистане. С 1993 года — на пенсии.